# Тюфякин, Василий Васильевич (стольник)
Князь Василий Васильевич Тюфякин — стольник и московский дворянин, воевода во времена правления Михаила Фёдоровича и Алексея Михайловича.
Единственный сын воеводы и стольника князя Василия Михайловича Тюфякина, из рода Тюфякины-Оболенские.

## Биография
В чине стольника участвовал в приёме персидских послов, «в большой стол еду ставил» (17 мая 1625). Упомянут в чине стольника (1627—1640). Во время путешествия царя Михаила Фёдоровича в Угрешский монастырь, оставался в Москве для её «бережения» (июнь 1634). То же самое, при поездке царя в Троице-Сергиев монастырь (сентябрь 1636). Воевода в Костроме (1642 и 1644). Дворянин московский (1646), на службе в Ливнах и Белгороде в полку князя Никиты Ивановича Одоевского. В Мценске в полку князя Алексея Никитича Трубецкого (1646).
Дано поместье село Ивановское в Оболенском уезде (1634), которое перешло его сыну (1679).

## Семья
- Сын: князь Григорий Васильевич — стольник.
- Дочь: княжна Фёкла Васильевна — жена стольника Колычева Ивана Яковлевича.
- Дочь: княжна Матрёна Васильевна — жена Вельяминова Ивана Силыча.
- Имел трёх сестёр: княжны Степанида, Ульяна и Акулина Васильевны, имения которых перешли по наследству его сыну князю Григорию Васильевичу[1].